# Dekanat Gliwice
Dekanat Gliwice – jeden z 16 dekanatów katolickich wchodzących w skład diecezji gliwickiej, w którego skład wchodzi 10 parafii.

## Parafie dekanatu Gliwice
- Gliwice: Parafia św. Apostołów Piotra i Pawła – Katedralna
- Gliwice: Parafia św. Bartłomieja
- Gliwice: Parafia Matki Boskiej Częstochowskiej
- Gliwice: Parafia Matki Boskiej Kochawińskiej
- Gliwice: Parafia św. Michała Archanioła
- Gliwice: Parafia Najświętszej Maryi Panny Matki Kościoła
- Gliwice: Parafia Podwyższenia Krzyża Świętego
- Gliwice: Parafia Wniebowzięcia Najświętszej Maryi Panny
- Gliwice: Parafia Wszystkich Świętych
- Gliwice: Parafia św. Antoniego

## Historia
Archiprezbiterat (odpowiednik dekanatu w dawnej diecezji wrocławskiej) w Gliwicach był jednym z dwunastu na jakie w średniowieczu dzielił się archidiakonat opolski diecezji wrocławskiej.
W sprawozdaniu z poboru świętopietrza sporządzonym przez Galharda z Cahors w 1335 wymieniono 6 jego parafii: Pilchowice (Pilchovicz), Łabędy (Lambag), Przyszowice (Prissovicz), Rincolovicz (?), Gliwice (Glivicz), Stanica (Stanovicz).
Według kolejnego zachowanego sprawozdania z poboru świętopietrza, tym razem sporządzonego przez archidiakona opolskiego Mikołaja Wolffa w 1447 na dekanat gliwicki składały się następujące parafie: Gliwice (Gleyvicz), Bojków (Schonewald), Gierałtowice (Geraltowicz), Bujaków (Boykaw), Knurów (Knawersdorff), Pilchowice (Pylchowicz), Stanica (Stanycz), Smolnica (Smolicz), Sośnicowice (Sosnyesowicz), Sierakowice (Syrakowicz), Kozłów (Coslaw), Brzezinka (Brzezinka), Łabędy (Laband), Szobiszowice (Petirsdorf i Sebiechowicze), Chudów (Chudoba), Żernica (Zyrnik), Reynsdorff (?), Rachowice (Raschovicze), Przyszowice (Praychowicze), Ostropa (? – Gersdorff), Ornontowice (Andrisdorf).